# Gottfrid I av Bretagne
Gottfrid I av Bretagne, död 1008, var hertig av Bretagne mellan 992 och 1008.